# Сан Вито дей Нормани
Сан Вѝто дей Норма̀ни (на италиански: San Vito dei Normanni, на местен диалект Santu Vitu, Санту Виту) е град и община в Южна Италия, провинция Бриндизи, регион Пулия. Разположен е на 108 m надморска височина. Населението на общината е 19 501 души (към 2012 г.).